# Best Coast
Best Coast is een Amerikaans rockduo, bestaande uit songwriter, gitariste en zangeres Bethany Cosentino en gitarist en multi-instrumentalist Bobb Bruno. Best Coast wordt vaak gerekend tot de subgenres surf, garagerock en lo-fi en vindt zijn inspiratie vooral in surfrock-meidengroepen uit de jaren vijftig en zestig.

## Geschiedenis
Cosentino, een voormalig kind-actrice, begon als tiener muziek te schrijven en was een tijdje lid van de experimentele dronegroep Pocahaunted. Na een korte tijd in New York gestudeerd te hebben, keerde Cosentino terug naar de Amerikaanse westkust (waarvan Bestcoast overigens een bijnaam is), ontmoette Bruno in de muziekscene van Los Angeles en begon met hem lo-fi demo's te maken.
De band tekende voor Mexican Summer, waar in 2010 het debuutalbum, Crazy for You uitkwam. Crazy for You werd een onverwacht commercieel succes en bereikte de 36e plaats in de Billboard Album Top 200. Best Coast nam in 2011 drummer Ali Koehler van Vivian Girls in de arm voor een uitgebreide tournee als vervolg daarop. Het tweede album, The Only Place, werd in 2012 uitgebracht en had een cleanere sound dan zijn voorganger. Het reikte tot de 24e plaats in de Billboard Album Top 200.

## Discografie

### Albums
- 2010 - Crazy for You
- 2012 - The Only Place
- 2015 - California Nights
- 2020 - Always Tomorrow

### Ep's
- 2009 - Where the Boys Are
- 2009 - Make You Mine
- 2010 - Something in the Way
- 2011 - Summer Is Forever (met Wavves and No Joy)
- 2011 - iTunes Session
- 2013 - Fade Away

### Singles
- 2009 - "Sun Was High (So Was I)"
- 2009 - "When I'm with You"
- 2010 - "Far Away"
- 2010 - "Boyfriend"
- 2011 - "Crazy For You"
- 2011 - "Our Deal"
- 2012 - "The Only Place"
- 2012 - "Why I Cry"
- 2012 - "Storms"
- 2012 - "Do You Love Me Like You Used To"
- 2013 - "Fear of My Identity"
- 2013 - "Who Have I Become"
- 2013 - "I Don't Know How"
- 2013 - "This Lonely Morning"